# Ciak d'oro per il migliore manifesto
Il Ciak d'oro per il migliore manifesto è un premio assegnato nell'ambito dei Ciak d'oro alla locandina di un film di produzione italiana. Viene assegnato attraverso una giuria tecnica composta da giornalisti e esperti del settore dal 1986.

## Vincitori e candidati
I vincitori sono indicati in grassetto, a seguire gli altri candidati.

### Anni 1980
- 1986 – Sotto il vestito niente[1]
- 1987 – Via Montenapoleone[1]
- 1988 – Opera[1]
- 1989 – Mignon è partita[1]

### Anni 1990
- 1990 – Che ora è[1]
- 1991 – Il tè nel deserto[1]
- 1992 – Quando eravamo repressi[1]
- 1993 – Stefano Quantestorie[1]
- 1994 – Caro diario[2]
- 1995 – Strane storie - Racconti di fine secolo[1]
- 1996 – L'amore molesto[3]
- 1997 – Nirvana[1]
- 1998 – Aprile
- 1999 – La gabbianella e il gatto[4]

### Anni 2000
- 2000 – Pane e tulipani[5]
- 2001 – Le fate ignoranti[6]
- 2002 – L'ora di religione e Paz! (ex aequo)[7]
- 2003 – Io non ho paura[8]
- 2004 – The Dreamers - I sognatori[9]
- 2005 – Le conseguenze dell'amore[10]
- 2006 – Il caimano[11]
- 2007 – Nuovomondo[12]
- 2008 – Caos calmo[13]
- 2009 – Il divo e Fortapàsc (ex aequo)[14]

### Anni 2010
- 2010 – Vincere[15]
- 2011 – Habemus Papam[16]
- 2012 – This Must Be the Place[17]
- 2013 – Il volto di un'altra[18]
- 2014 – Smetto quando voglio[19]
- 2015 – Le meraviglie[20]
- 2016 – Lo chiamavano Jeeg Robot[21]
- 2017 – Indivisibili[22]
- 2018 – Chiamami col tuo nome[23]
- 2019 – Suspiria[24]

### Anni 2020
- 2020 – 5 è il numero perfetto[25]
- 2021 – Tutti per 1 - 1 per tutti[26]
- 2022[27][28] – Una femmina (23,92%)
  - Diabolik (18,60%)
  - Ennio (17,66%)
  - È stata la mano di Dio (15,08%)
  - Mindemic (14,31%)
  - America Latina (10,43%)